# Rio Bicu
O Rio Bicu é um rio da Romênia afluente do Rio Tisza, localizado no distrito de Maramureş.